# Diritto di voto
Il diritto di voto è il diritto che assicura a un individuo la possibilità di manifestare la propria volontà durante un'elezione. In molti Stati del mondo è un diritto costituzionale.
Prima dell'introduzione del suffragio universale il diritto di voto era limitato per censo (suffragio censitario), per cultura (suffragio capacitorio) o in base al sesso.

## Parallelismo dell'elettorato attivo e passivo
La Corte europea dei diritti dell'uomo ricostruisce il diritto di voto - riconosciuto dall'articolo 3 del primo Protocollo alla CEDU - come cardine per due diritti che sono la doppia faccia della stessa medaglia: il diritto di votare e quello di competere per essere eletti in una carica pubblica.
Si tratta del cosiddetto parallelismo dell'elettorato attivo e dell'elettorato passivo, che nella dottrina costituzionale italiana è fatto risalire a due diverse norme: l'articolo 48 (diritto di voto) e l'articolo 51 (accesso alle cariche elettive) della Costituzione.

## Giurisdizione
La dichiarazione del Consiglio dell'Unione interparlamentare resa a Parigi il 26 marzo 1994 prescrive tassativamente che al rigetto o alla limitazione di candidatura si applichi la possibilità di appello ad una giurisdizione competente a decidere prontamente (Declaration on criteria for free and fair elections, § 4(6)). Tale prescrizione è confluita nel Codice di buona pratica elettorale stilato dalla Commissione di Venezia.

### Ordinamento italiano
Mentre la verifica della regolarità delle operazioni elettorali regionali (ma anche locali ed europee) è "rimessa al giudice amministrativo ex art. 83/11 d.P.R. 16 maggio 1960, n. 570, ora Titolo VI, Contenzioso elettorale, artt. 126-132 d.lgs. 2 luglio 2010, n. 104, del Codice del processo amministrativo", diverso resta il caso del voto per le Camere del Parlamento, sulle cui elezioni il Governo non ritenne di esercitare la delega conferitagli con il decreto legislativo n. 69 del 2009. In proposito, la Delegazione presso l'assemblea parlamentare dell'OSCE notò che: "Altra criticità sollevata dall’OSCE/ODIHR è quella relativa alla mancata previsione, nelle elezioni politiche italiane, della possibilità da parte dei candidati di presentare reclami su ogni aspetto delle operazioni elettorali a un tribunale competente".
Solo configurando, in ordine alla natura dell'Ufficio centrale nazionale presso la Cassazione, la chiara preferenza «che si tratti di una sezione specializzata della giurisdizione ordinaria» risulterebbe esclusa la configurabilità di un vuoto di tutela.